# Утилизационный сбор
Утилизационный сбор — платёж за утилизацию товара. Может включаться в стоимость товара, взиматься отдельно при продаже или перед утилизацией. 

## Автомобили
В странах Евросоюза утилизационный сбор для легковых автомобилей составляет около 100 евро и уплачивается при покупке. При этом коэффициент утилизации для автомобилей «АвтоВАЗ», проданных в ЕС, превышает 97 %.
Нидерланды
В Нидерландах снять утилизируемую машину с учета можно только на пункте утилизации, только тогда прекращается начисление налогов и обязанность покупать страховку.
Россия
В России во время действия программы утилизации автомобилей 2010—2011 годов он составлял 3000 рублей и взимался с владельца при заключении договора утилизации. С 1 сентября 2012 года утилизационный сбор стал взиматься при таможенном оформлении. При этом базовая ставка для легковых автомобилей составляла 20 тысяч рублей, для грузовиков и автобусов — 150 тысяч. Итоговый размер платежа зависел от технических характеристик и возраста машины. С 1 января 2014 года с российских автопроизводителей стал взиматься утилизационный сбор. А начиная с 1 января 2020 года коэффициент сбора увеличился для некоторых типов автомобилей более чем в два раза. 
С октября 2024 года в России заметно вырос размер утилизационного сбора — по разным оценкам, он увеличился на 70–80 %. Налог на машины разных категорий вырос следующим образом: 
- до 1 литра: ставка выросла на 69 тысяч рублей, теперь составляет 150 200 рублей;
- от 1 до 2 литров: ставка выросла на 255 600 рублей, теперь составляет 556 200 рублей;
- от 2 до 3 литров: ставка выросла на 718 тысяч рублей, теперь составляет 1 562 800 рублей;
- от 3 до 3,5 литра: ставка выросла на 824 600 рублей, теперь составляет 1 794 600 рублей;
- свыше 3,5 литра: ставка выросла на 1 050 000 рублей, теперь составляет 2 285 200 рублей.

По мнению экспертов, цены на новые автомобили вырастут как минимум на 15 %.
Украина
На Украине утилизационный сбор введен с 1 сентября 2013 года. При этом его величина зависела от возраста машины и объёма двигателя. С 2014 года были введены единые ставки: 5,5 тысяч гривен для легковых машин и 11 тысяч гривен для грузовиков и автобусов.
Беларусь
В Беларуси утилизационный сбор введен с 1 марта 2014 года. Его величина зависит от категории, возраста автомобиля, объема двигателя и назначения. Практически во всех случаях утилизационный сбор будет соответствовать российским ставкам, но в пересчете на белорусскую валюту.

## Химические источники тока
В 2012 году в Швейцарии введён утилизационный сбор с продажи всех типов батареек и аккумуляторов.